# Joe Thomas, New Man
Joe Thomas, New Man è un album discografico del cantante statunitense Joe, pubblicato nel 2008.

## Tracce
CD 2008 GB/USA
1. E.R. (Emergency Room) - 3:49
2. By Any Means - 3:51
3. Why Just Be Friends - 4:23
4. We Need to Roll - 4:05
5. Man In Your Life - 3:16
6. I Won't Let Him Hurt You - 4:14
7. New Man - 3:47
8. Start Over Again - 4:38
9. Sorry - 3:36
10. Heart Behind My Eyes - 3:42
11. Chameleon - 3:47

CD 2008 Giappone
1. E.R. (Emergency Room) - 3:49
2. By Any Means - 3:51
3. Why Just Be Friends - 4:23
4. We Need to Roll - 4:05
5. Man In Your Life - 3:16
6. I Won't Let Him Hurt You - 4:14
7. New Man - 3:47
8. Start Over Again - 4:38
9. Sorry - 3:36
10. Heart Behind My Eyes - 3:42
11. Chameleon - 3:47
12. Heavy - 3:49
13. We Need To Roll (Remix) (feat. Mario Barrett & Trey Songz) - 4:09
14. Man In Your Life (Remix) (feat. The Game) - 3:57
15. Triple Black Room (Remix) (feat. Diddy) - 4:09

CD Edizione Deluxe
1. E.R. (Emergency Room) - 3:49
2. By Any Means - 3:51
3. Why Just Be Friends - 4:23
4. We Need to Roll - 4:05
5. Man In Your Life - 3:58
6. I Won't Let Him Hurt You - 4:14
7. New Man - 3:47
8. Start Over Again - 4:38
9. Approach - 3:35
10. Sorry - 3:36
11. Heart Behind My Eyes - 3:42
12. Chameleon - 3:47
13. I Will Again - 4:14
14. Triple Black Room - 3:39
15. Friends Don't Let Friends - 1:27
16. Special Friends - 1:25
17. Magic - 1:25
18. Sex Girl - 1:14
19. Wanna Be Your Lover - 1:24